# Jacqueshuberia loretensis
Jacqueshuberia loretensis  es una especie de leguminosa (familia Fabaceae).
Es endémica de Perú. Está amenazada por pérdida de hábitat.

## Fuente
- World Conservation Monitoring Centre 1998.  Jacqueshuberia loretensis.   2006 IUCN Lista Roja de Especies Amenazadas; bajado 19 de julio de 2007